# Десси, Станис
Станис Десси (итал. Stanis Dessy ; 24 августа 1900, Арцана — 21 октября 1986, Сассари) — итальянский художник, гравер, скульптор.

## Биография
Станис Десси родился в 1900 году в Арцане, третьим из пяти детей в семье. Его отец Сальваторе работал врачом, мать — Амелия Камбони — была дочерью прокурора. С 1906 по 1916 годы Станис учится в школе в Кальяри, где увлекается спортом и рисованием. Вскоре после начала Первой мировой войны умирает отец, и юноша оставляет школу и, получив государственную стипендию, отправляется в Рим в Институт изобразительного искусства. Помимо института, он посещает ещё несколько муниципальных художественных школ, а на жизнь зарабатывает подмастерьем у художника, пишущего пейзажи на продажу. В Риме Десси становится завсегдатаем художественных галерей, знакомится с представителями течений «Валори пластичи» и «магического реализма», оказавшими влияние на формирование его стиля, общается с футуристами Ф. Т. Маринетти, и Д. Балла.
В 1921 году, не получив диплома, Десси возвращается в Кальяри, где занимает должность преподавателя черчения в школе переподготовки для инвалидов войны. В это время он начинает заниматься гипсовой и терракотовой скульптурой, увлекается художественной фотографией. Весной Станис Десси дебютирует на выставке в Кальяри с серией небольших акварелей и двумя скульптурами.

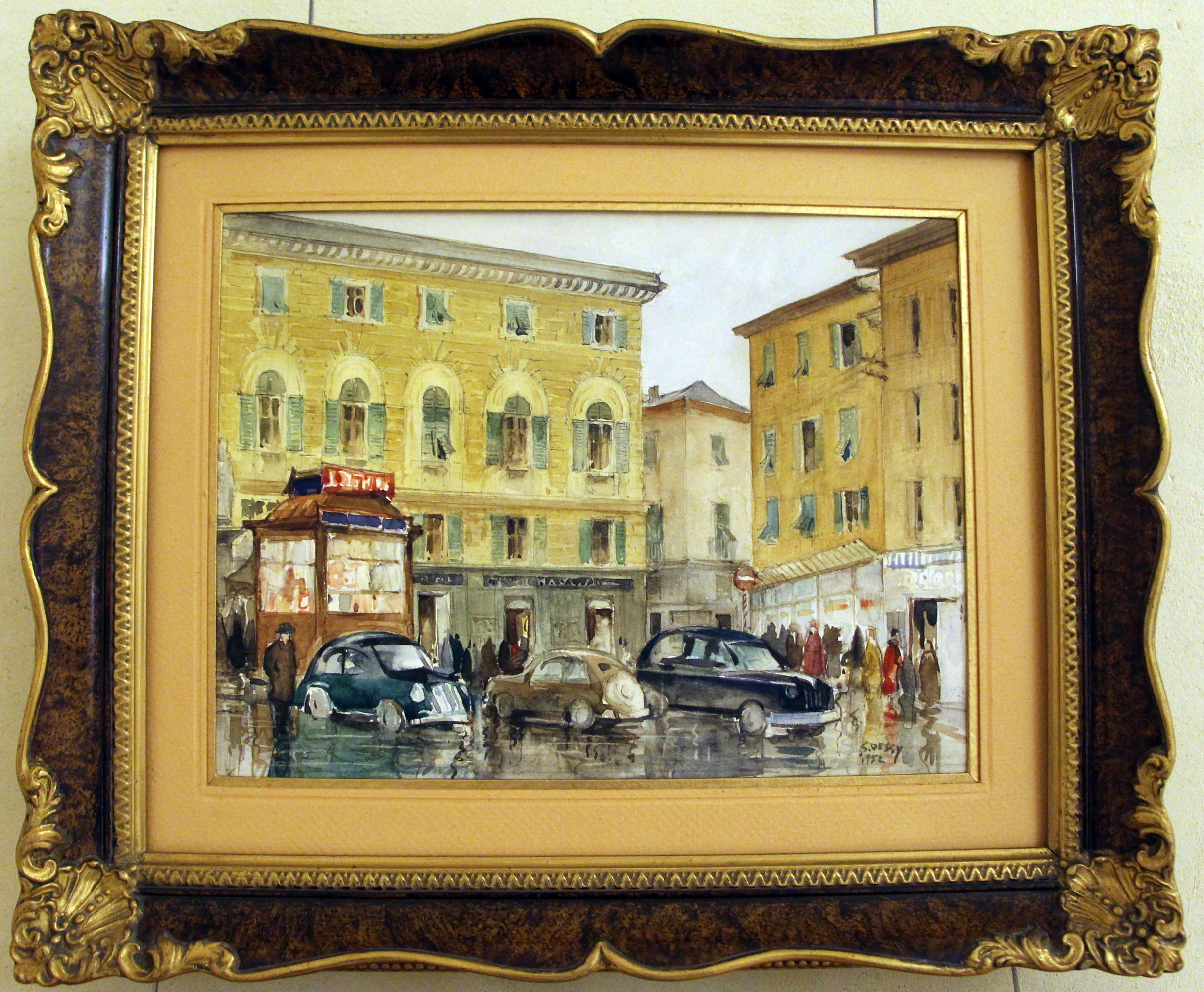
Площадь Атзуни (1952). Национальная пинакотека Сассари

В начальный период деятельности его позиция кажется резко отличающейся от позиции коллег: разделяя их просардинские убеждения, он нисколько не занимается прославлением народных традиций, но, сосредоточившись на жанрах портрета и пейзажа, остаётся в стороне от патриотических призывов, доминирующих в искусстве Сардинии в 1920-е годы. Воспитывавшийся в Риме в атмосфере «возвращения к порядку» в духе группы «Валори пластичи», но не принявший их стремления к классицизму, Десси ближе всего к северному варианту европейского реализма той эпохи. Его живопись, чистая и прозрачная, фиксирует объекты и субъекты в неподвижной и разреженной атмосфере, исследуя с преувеличенной и часто жестокой дотошностью различные аспекты природы: от искривлённых голых ветвей дерева до лица, искажённого возрастом, до точно схваченного движения или позы собаки или коня. Склонность молодого Десси изображать стариков, нищих, попрошаек, слепых, калек, беспощадно исследуя уродство и морщины, резко и язвительно, роднит его с немецким течением «Новая вещественность», но также и с такими фигурами итальянского искусства, как Л. Дудревилль и Каньяччио.
В первой половине 1920-х годов Десси расписывает задник сцены открытого театра в Кальяри и оформляет два драматических спектакля в футуристическом стиле, на чём и закончились его авангардистские опыты. В это же время начинается деятельность Станиса Десси как иллюстратора литературных произведений. В журнале «Л’Эроика», издаваемом в Милане, выходят роман Л. Масала Лобина и сборник новелл А.Алькаро с его иллюстрациями, начинается сотрудничество с журналом «Нураг», газетой «Батталья». В 1925 году Десси принимает участие в III Римской биеннале и в передвижной выставке на борту корабля «Италия» по странам Южной Америки. А в мае 1926 года состоится его первая персональная выставка в Сассари. Художественная критика высоко оценивает представленные на ней работы. Тема родной земли и жизни народа Станисом Десси, как и его коллегами, рассматривается с позиций самосознания. Но его Сардиния — это не красочные крестьянские праздники и процессии, не фольклорные экспедиции в поисках первозданного, как у Д. Биази и других художников начала века, а места, знакомые и родные с детства, и будни людей, встречаемых каждый день, изображаемые с максимальной точностью, эмоционально нейтрально и без тени декоративности. Художник выполняет ряд оформительских заказов в Кальяри: конференц-зал Железнодорожного дворца, потолок кабинета Президента во Дворце экономики, фризы для фасадов железнодорожных станций. Он впервые проектирует мебельный гарнитур, чем будет периодически заниматься в 1920—1930-е годы по просьбам родственников. К осени 1926 года Станис Десси переезжает в Сассари, где живёт его будущая жена Ада, дочь Винченцо Десси, типографа, археолога-любителя и ценителя искусства. Ада, выросшая среди художников — друзей своего отца, вводит Станиса в местное общество.
Постепенно всё большее место в творчестве Станиса Десси занимает гравюра; он работает в технике офорта и ксилографии, изучает работы великих мастеров прошлого, особенно близки ему А. Дюрер и Рембрандт. В 1930 году принимает участие во II выставке литографии и ксилографии в Чикаго и в Венецианской биеннале, в 1931 — в I Римской квадриеннале. Работы художника хорошо продаются на выставках, публикуются в периодических изданиях; впрочем, акварельные пейзажи пользуются большим коммерческим спросом, чем характерные портреты стариков и бродяг, от которых Десси с годами отходит. С приходом к власти фашистского правительства, в 1929 году на Сардинии, как и в других регионах, организуется «фашистский профсоюз работников изобразительного искусства», через который отныне происходит организация художественных выставок и отбор работ на них. Десси принимает активное участие в его работе, входит в жюри и исполнительные комитеты профсоюзных выставок, а в 1932 году вступает в Национальную фашистскую партию. В это время правительство поощряет стремление к живописи пластичной, серьёзной, классически построенной, и, прежде всего, «итальянской». Все декоративные и региональные тенденции изгоняются из официального искусства. С таким трудом завоёванное молодым сардинским изобразительным искусством представительство на общенациональных выставках стремительно тает. Отношение к сардинцам в итальянской художественной среде, колеблясь от добродушного снисхождения до резкого порицания, характеризуется стремлением наставить мятежных и отсталых островитян на путь истинный общепринятого стиля. На попытки сгладить сардинскую «аномалию» посредством профсоюза — мощного средства унификации регионов — сарды отвечают стремлением к сохранению самобытности. А ксилография на Сардинии считается исконным, традиционным искусством, происходящим от народной резьбы по дереву. Её выразительность и лаконичность, серийная воспроизводимость и простота транспортировки за пределы острова делают гравюру по дереву идеальным средством художественного и социального воздействия на зрителя. Станис Десси является одним из создателей направления, которое вскоре назовут «сардинской школой ксилографии», реалистически изображающей трудную, но спокойную, набожную и честную жизнь народа Сардинии. Несмотря на демонстративно региональную тематику своих работ, этой группе удаётся занять свою нишу в итальянском искусстве, получая восторженные отзывы в прессе на всех общенациональных выставках. И если как итальянские, так и сардинские критики упрекают живописные работы Десси в холодности, иллюстративности, отсутствии эмоций и новизны, то его графические произведения удостаиваются самых хвалебных отзывов. В ксилографиях 1930-х годов художник, решительно оставив позади язвительную виртуозность и ледяную неподвижность двадцатых годов, создаёт эпос коллективной жизни Сардинии крестьянской, в котором впервые звучит нотка эмоционального участия. В середине 1930-х годов ксилография С. Десси получает наибольшее признание; к успехам на общенациональном уровне: первой премии на «Конкурсе королевы» и участию в Биеннале 1934 года, добавляется растущая мировая известность: Почётный диплом I Выставки ксилографии в Варшаве, статья Л. Серволини в марсельском журнале «Ксилография», участие в Выставке итальянского искусства XIX—XX веков в Париже.
С 1935 года начинается педагогическая деятельность Станиса Десси: он преподаёт рисунок с натуры и гравюру в училище строительного и кузнечного искусства, которое в 1940 году преобразуют в Институт изобразительных искусств г. Сассари. Преподавателем этого института Десси остаётся до выхода на пенсию в 1970 году. Постепенно интерес художника смещается с «социально значимой» ксилографии к живописи и офортам на сюжеты из личной жизни, такие как автопортреты, портреты членов семьи, натюрморты, изображения животных. В многочисленных акварельных пейзажах второй половины 1930-х годов Десси таков, каким его любит публика: приятен и свеж, выражает простые и непосредственные чувства, навеянные природой, без утомительной рассудочности. Холодность и объективность во «фламандском» духе остались в прошлом. Из рецензий этого периода видно, что никто уже не сомневается в том, что Десси является фигурой первого плана в искусстве Сардинии; его работы перестают быть предметом споров и углублённого изучения. Гравюры С. Десси в составе коллективных итальянских экспозиций путешествуют не только по всей Европе, но и по миру: в Индию, США, Мексику и страны Латинской Америки.
Во время Второй мировой войны связь Сардинии с внешним миром ослабевает. В Сассари нет ни боёв, ни американских бомбардировок, ни признаков гражданской войны; течёт обычная провинциальная жизнь с событиями местного значения. С. Десси преподаёт в институте, пишет большое живописное полотно «Правосудие» для зала суда нового Дворца юстиции в Сассари, заказанное ещё в 1940 году. Стиль его живописи и гравюры устанавливается окончательно и в дальнейшем почти не меняется. В сельских пейзажах Десси неутомимо исследует разнообразие освещения и оттенков растительности, работая лёгким, быстрым, «растрёпанным», но точным штрихом, переводящим графический язык в цветовые понятия. В 1942, 1944, 1946 годах в Сассари с успехом проходят его персональные выставки.
В конце 1940-х годов С. Десси выполняет ксилографии для местных газет «Рискосса», «Солко», сотрудничает с журналом «Икнуза», расписывает темперой стены капеллы на кладбище г. Сассари. В 1947 году восстанавливаются связи Сардинии с остальной Италией, однако возможностей участвовать в общенациональных художественных событиях у сардинцев становится намного меньше, чем до войны. Новые принципы организации искусства постепенно приводят к всё большей изоляции отдалённых регионов и замыканию их в своём провинциальном кругу. В 1951 году Десси в последний раз участвует в Римской квадриеннале, в 1952 — в Венецианской биеннале. Только его гравюры продолжают постоянно участвовать в выставках по Европе и за её пределами до 1972 года. С 1966 года Десси на постоянной основе публикует статьи об искусстве в газете «Ла Нуова Сарденья». С годами исчезает старый крестьянский быт, меняется город Сассари, где зарождается ностальгический культ идеализированной старины. Фольклор в те годы, когда он был частью повседневной культуры, оставил Десси безразличным, а теперь, увиденный через пелену времени и ностальгии, открыл ему своё очарование. Художник изображает леса и тропинки, по которым скачут маленькие всадники в национальных костюмах, деревенские праздники, застолья, пение под гитару. Чутким наблюдателем за себе подобными Десси предстаёт в шаржах, карикатурах и автопортретах последних лет. Тон их — это не язвительная и злая сатира, как в юности, а тонкий добродушный юмор. Станис Десси умер в Сассари в 1986 году.